# Nemoura dulkeiti
Nemoura dulkeiti is een steenvlieg uit de familie beeksteenvliegen (Nemouridae). De wetenschappelijke naam van de soort is voor het eerst geldig gepubliceerd in 1975 door Zapekina-Dulkeit.